# 생일없는 소년
"생일없는 소년"은 한국에서 제작된 안현철 감독의 1966년 영화이다. 조동희 등이 주연으로 출연하였고 김태현 등이 제작에 참여하였다.

## 출연

### 주연
- 조동희
- 허명자
- 이예춘

## 기타
- 원작자: 김성필
- 조명: 이병준
- 미술: 이문현